# Panská skála

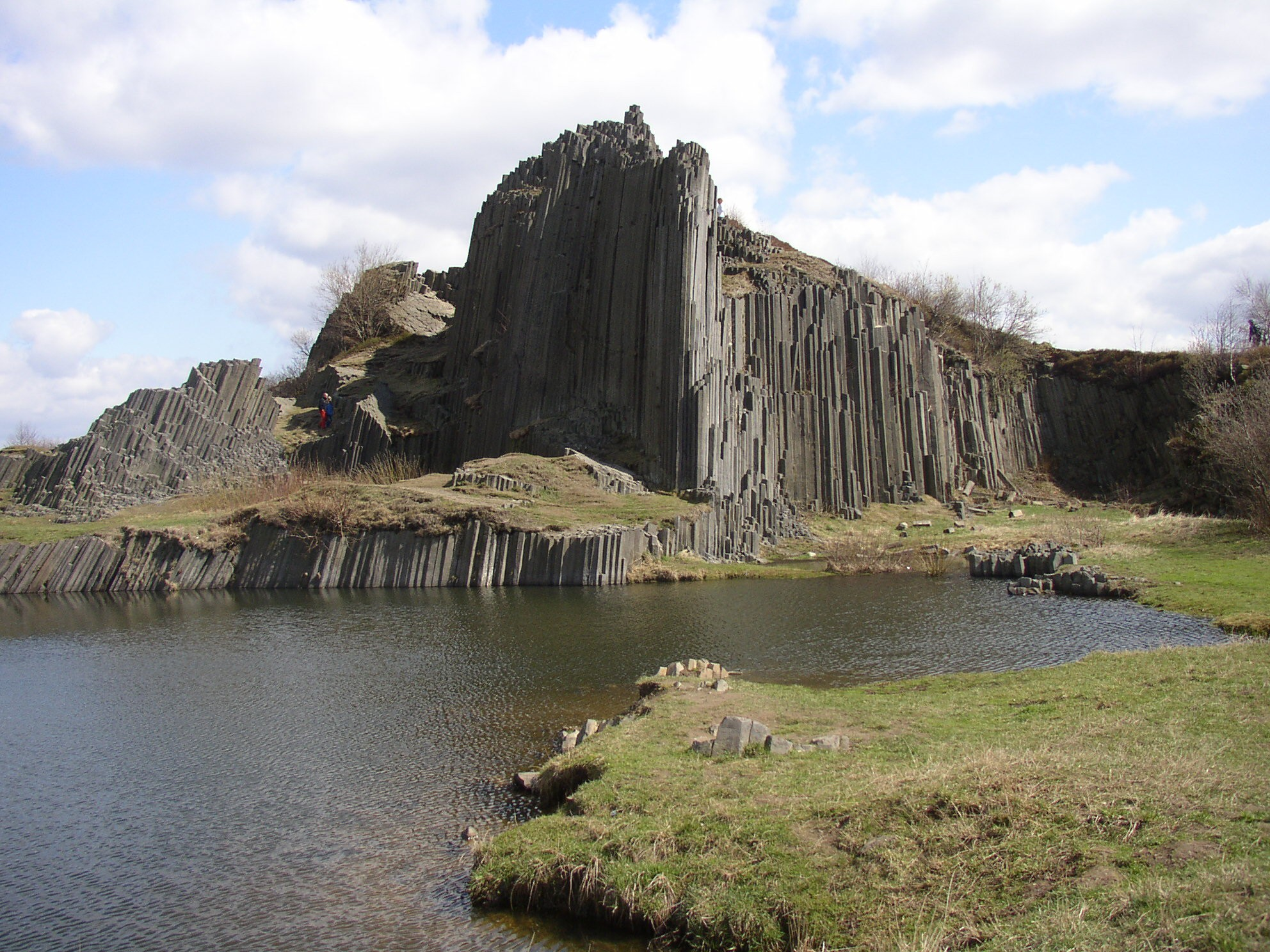
Panská skála

Panská skála är ett naturskyddsobjekt i Liberec-regionen i Tjeckien. Toppen på den idag 30 meter höga formationen ligger 597 meter över havsnivå, och består av systematiskt ordnade stenpelare som har en diameter på mellan 20 och 40 centimeter. Formationen uppstod av vulkanisk aktivitet under Tertiär-perioden. Liknande strukturer finns på flera platser i världen, bland annat Giant's Causeway i Nordirland och Kirkjugólf på Island.